# Женский генитальный пирсинг

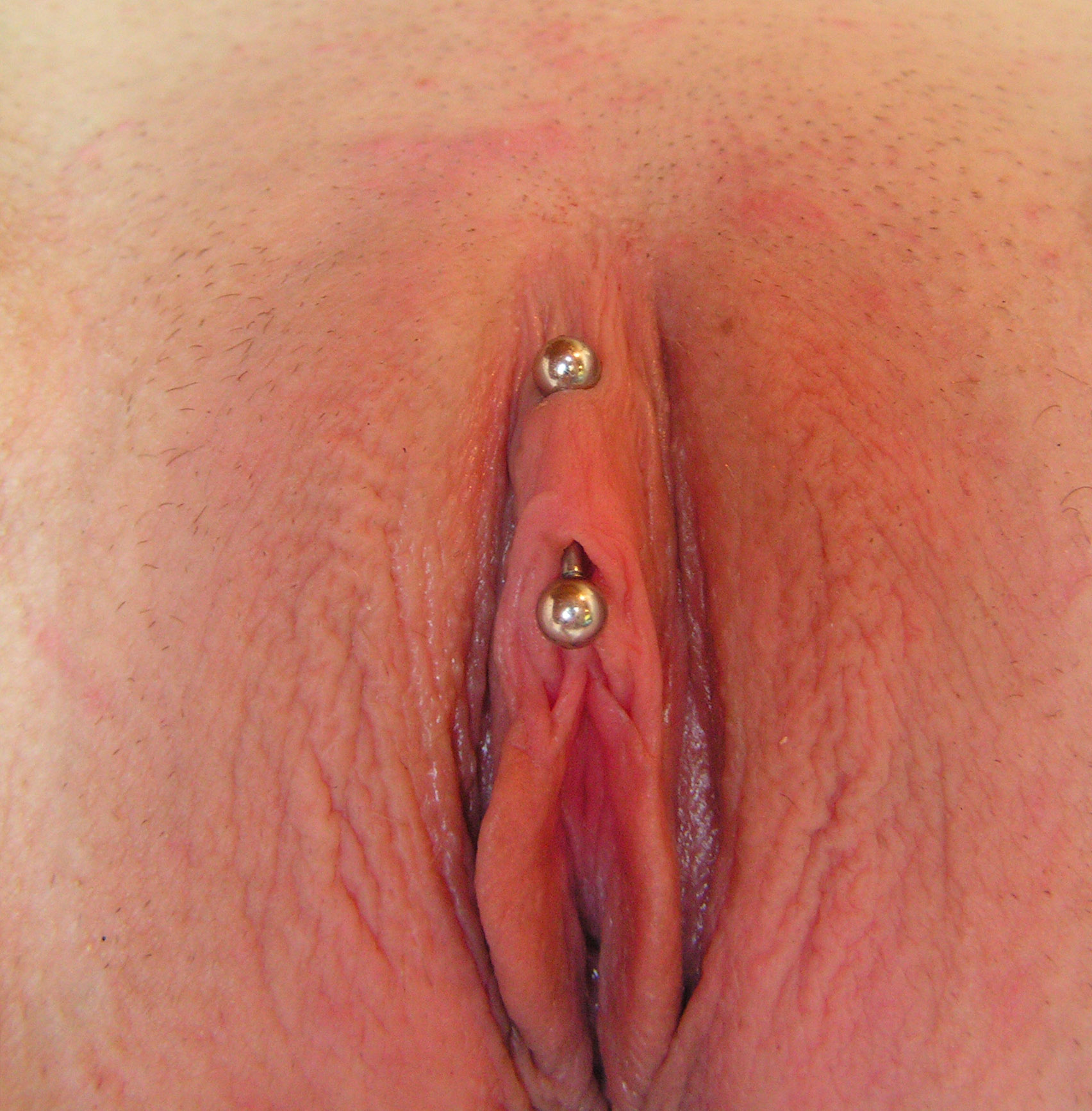
Вертикальный

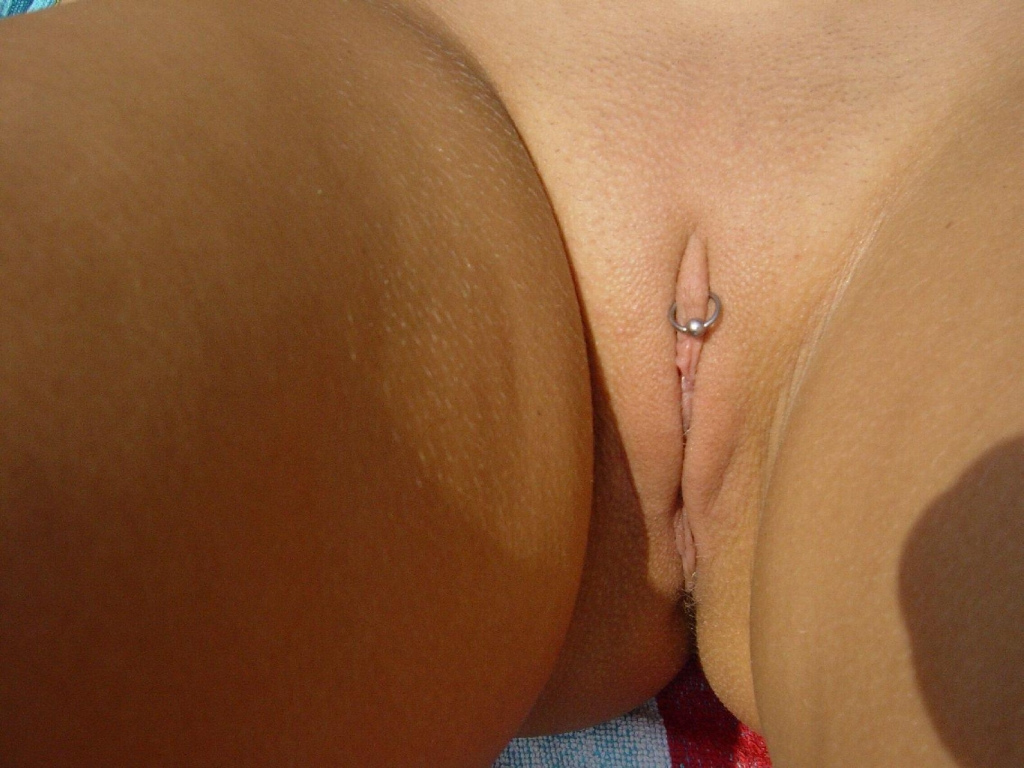
Горизонтальный

Женский генитальный пирсинг — вид пирсинга у женщин.

## Пирсинг половых губ

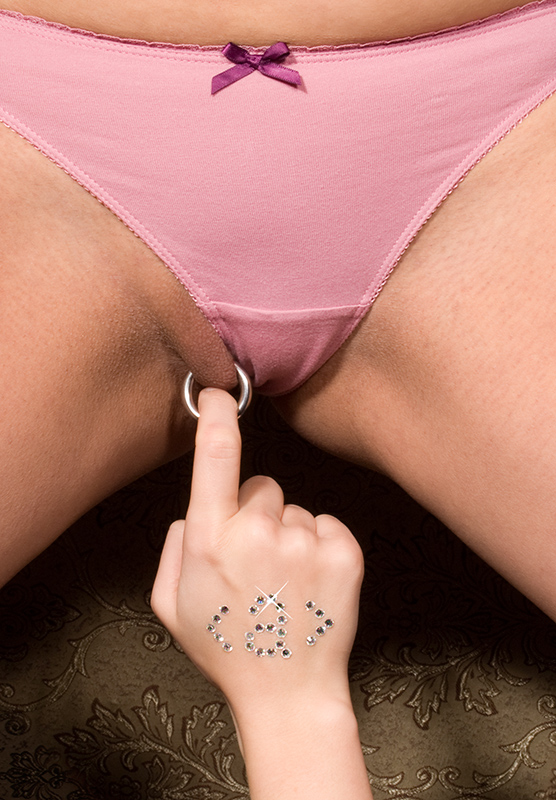
Пирсинг на большой половой губе. «Доминант» дёргает за кольцо, «пытая» женщину.

Одним из наиболее простых и часто встречающихся видов генитального пирсинга является пирсинг больших и малых половых губ. При пирсинге больших половых губ обычно требуется большее время для заживления, в большинстве случаев он более болезнен. Отверстия в больших половых губах могут растягиваться самопроизвольно, но чаще такое происходит при искусственном растяжении.
Вдеваемые предметы, рассматриваемые с точки зрения сторонников генитального пирсинга как украшения, достаточно разнообразны. Наиболее распространены кольца. Отверстия в половых губах могут растягиваться для вставки более крупных предметов. При ношении тяжёлых предметов может происходить сексуальная стимуляция.
Прокол капюшона клитора часто является альтернативой при невозможности прокола клитора из-за особенностей анатомического строения гениталий женщины.
Пирсинг половых губ может иметь фетишистские цели. Кольца или другие особые предметы могут применяться для временной инфибуляции — закрытия доступа к влагалищу.

### БДСМ
В БДСМ отношениях прокалывание половых губ может рассматриваться как символ подчинения господствующему партнёру подчиняющейся партнёрши. Кроме того в некоторых развивающихся странах и диких племенах пирсинг половых губ распространён и представляет собой своеобразную гарантию верности женщины мужчине. В практике БДСМ в таких случаях вместо колец используют маленькие замочки. Если на кольца в губах подвешивать грузы, то они могут значительно растянуться.

## Пирсинг клитора
Прокол клитора способствует наиболее сильному эротическому стимулированию, какое может иметь женщина, однако не у каждой женщины анатомическое строение половых органов позволяет его сделать. Например, если капюшон клитора полностью закрывает клитор, прокол всегда будет испытывать давление, причиняющее раздражение и боль. Такое постоянное воздействие способствует отторжению украшения. Также данный вид пирсинга относительно редко выполняется по причине риска повреждения нервов при операции. Опытный пирсер в таком случае, скорее всего, порекомендует сделать прокол капюшона клитора, при котором прокалывается только крайняя плоть клитора (клиторальный капюшон).
Горизонтальный прокол клитора является наиболее предпочтительным.